# 祭神
祭神（さいじん）とは、神社において、そこに祀られている神を指す言葉である。

## 歴史
現在、多くの神社では、日本神話に登場する神を祭神としているか、祭神を日本神話の神と同神であるとしている。
元々神道は海・山・川などを畏敬の対象の神体とする自然崇拝から始まったものであり、初期の神社では、そこに祀られる神には特に名前はないか、不詳であった。記紀や万葉集などでも、祭神の名が記されているのは伊勢神宮、住吉神社などごくわずかであり、ほとんどの神社の祭神は、鎮座地名や神社名に「神」をつけただけの名前で呼ばれていた。延喜式神名帳でもほとんどの神社は社名しか記されていないことから、延喜式が編まれた10世紀初頭ごろまではほとんどの神社の祭神には特に名前がついていなかったことがうかがわれる。
10世紀ごろから、それまでの氏神・地主神・岐の神としての性格だけでなく、火の神・水の神・木の神などの具体的な神徳・機能が附加されるようになった。鎌倉時代末期になると、仏教による本地垂迹説に対する神本仏迹説が主に武家に支持されて隆盛となり、祭神も、その神徳に合わせて地名・社名から日本神話に登場する神、あるいは「神」「命・尊」「彦・比古」「姫・媛・比売」などをつけた人格的な神に移行するようになった。また、稲荷・八幡などの有力な神を分霊（勧請）してそれを主神とすることも広く行われた。この流れは江戸末期の国学者たちによる復古神道の提唱により神典が頻繁に引用されて行われ、さらに明治になり神仏分離として結実すると、村社末社無格社に至るまで浸透した。
そのため、神社の由緒には確実性に疑問が残ることとなり、式内社の論社においても伝承により後裔の可能性がきわめて高い論社という扱いとなっている。

## 主神・配神
通常、神社では複数の神を祀っており、その中で主として祀られる神を主神（しゅしん）・主祭神（しゅさいじん）、それ以外の神を配神（はいしん）・配祀神（はいししん）・相殿神（あいどのしん）などという。
祭神を主神・配神に分けるのは、明治時代に官国幣社で行われるようになったのに始まるものである。「主神とそれ以外の神」という観念はそれ以前からあり、「前」「相殿神」などと呼ばれていた。配神は通常は主神にゆかりのある神だが、そのほか様々な経緯により共に祀られるようになった配神もある。主神と同時に祀られるようになった配神もあれば、後で加えられた配神もあり、中には本来は配神だったのが後に主神に取って替わったものもある。明治時代の神社合祀により、多くの配神を祀ることになった神社もある。
相殿（合殿とも）とは、主神を含めて複数の神が祀られた社殿のことを指す。「相殿神」とは相殿に祀られる神のことだが、主神と配神とがある場合は配神のことを相殿神という。